# Animal Logic II
Animal Logic II är gruppen Animal Logics andra album, utgivet 30 juli 1991 på I.R.S. Records.

## Låtlista
1. "In the Garden" (Holland/Blue) - 5:12
2. "Love in the Ruins" (Doctor Dear Doctor) (Holland/Blue) - 3:43
3. "Made Up in the Dark" (Holland/Blue) - 4:47
4. "Rose Colored Glasses" (Holland/Schiff) - 4:10
5. "If I Could Do It Over Again" (Holland) - 3:26
6. "I Won't Be Sleeping Anymore" (Holland) - 4:08
7. "Another Place" (Holland/Schiff) - 4:21
8. "Talking Is Good" (Holland/Blue) - 3:57
9. "Sometimes It Feels So Good" (Holland/Difford) - 4:40
10. "Stone in My Shoe" (Holland/Clarke) - 3:40
11. "What Looks Good on the Outside" (Holland/Huxley/Cochran) - 4:37